# لیونا وودز
 لیونا وودز (انگلیسی: Leona Woods؛ زاده ۹ اوت ۱۹۱۹ درگذشته ۱۰ نوامبر ۱۹۸۶) فیزیک‌دان اهل ایالات متحده آمریکا بود که در ساخت اولین راکتور هسته‌ای و اولین بمب هسته‌ای نقش داشت. او در سن ۲۳ سالگی اولین و تنها زنی بود که در اولین راکتور هسته‌ای دنیا کار می‌کرد.